# ハルビン聖心天主教堂

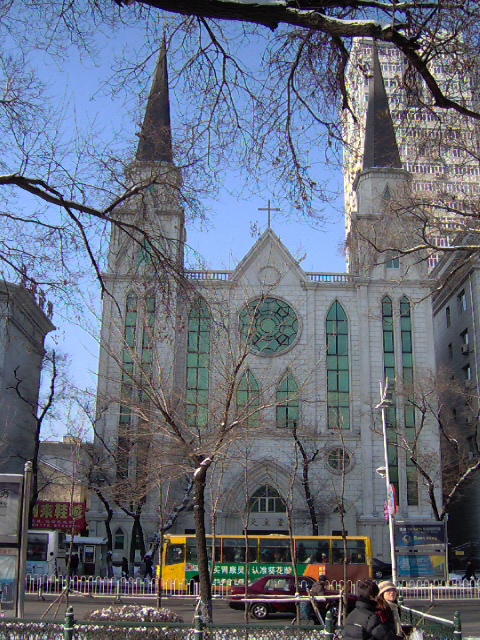
ハルビン聖心天主教堂（2004年新築）

ハルビン聖心天主教堂（はるびんせいしんてんしゅきょうどう、中国語哈尔滨圣心天主教堂）は中国黒竜江省ハルビン市南崗区にあるカトリックの教会であり、司教座聖堂。正式にはハルビン・イエス聖心主教座堂（哈尔滨耶稣圣心主教座堂）と呼ばれ、黒龍江教区の中心的な存在である。

## 概要
ハルビン聖心天主教堂の設立の経緯は次の通り
- 1900年ごろ - 東清鉄道の建設に伴って、ポーランド人が多数ハルビンに来て働き、その大多数がカトリック信者であった
- 1906年 - 聖堂の建設を始め、1907年に落成し、ハルビン・イエス聖心天主教堂として献堂。「ポーランド天主教堂」とも、「東大直街天主教堂」呼ばれた
- その後、ロシアのサンクトペテルブルク、ウラジオストク、中国の北京、吉林教区の管轄下と変遷している
- 1959年 - 黒龍江教区が成立して、その主教座教堂となる
- 1966年 - 文化大革命中にほぼ完全に破壊された
- 2004年 - 新たに建て直された

住所：哈尓浜市南崗区東大直街211号。電話：0451-365-3007。この東大直街は、紅博広場から北東へ向かう「教会通り」で、他にハルビン南崗キリスト教会（プロテスタント）、生神女庇護聖堂（正教）がある。

## 参考
1. ↑  ハルビン・イエス聖心主教座堂（中国語）